# Antoni Wicherek

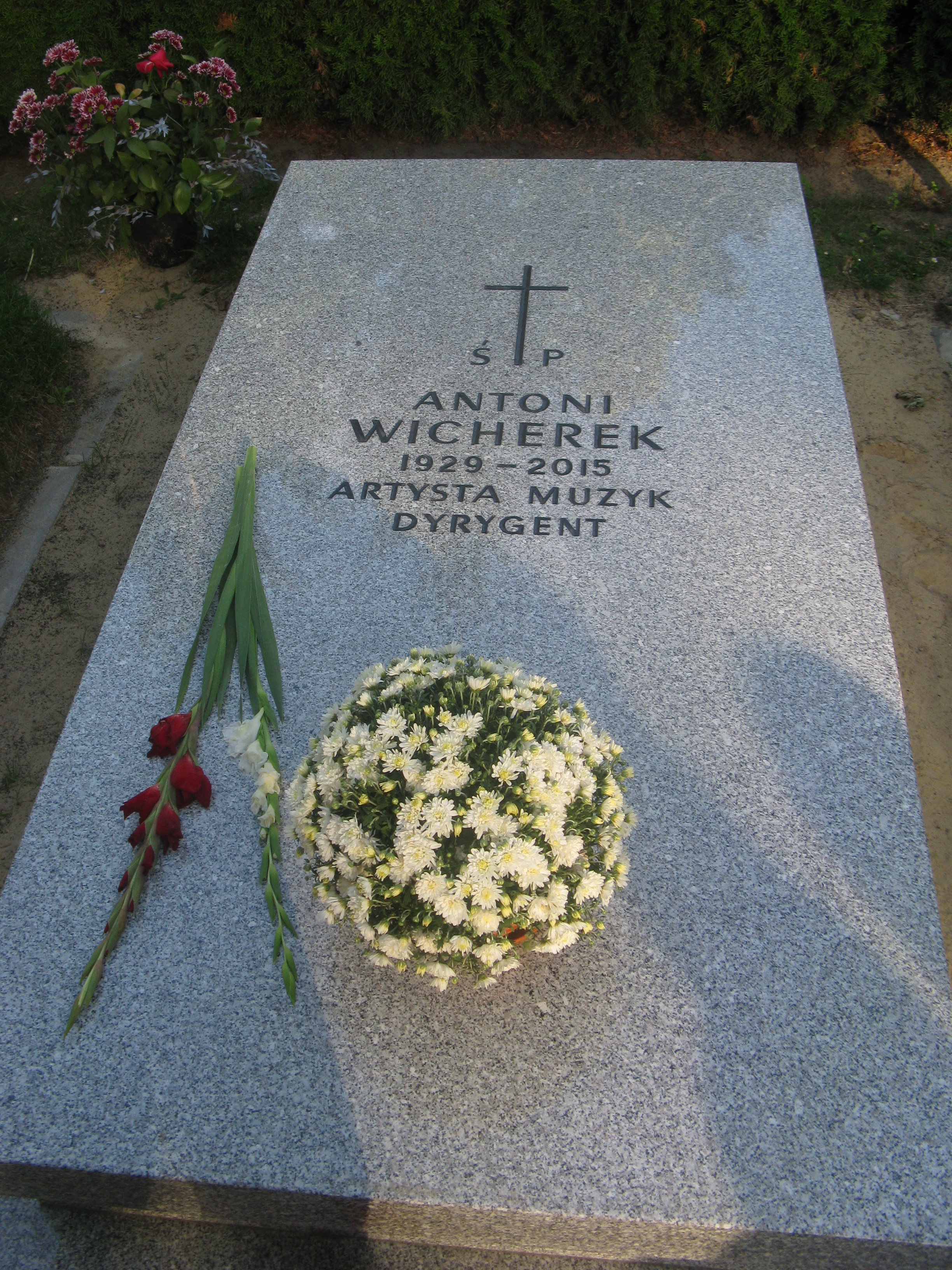
Grób Antoniego Wicherka

Antoni Wicherek (ur. 18 lutego 1929 w Żorach, zm. 20 lutego 2015 w Warszawie) – polski dyrygent.

## Życiorys
Prezes Stowarzyszenia Polskich Artystów Muzyków, wieloletni dyrektor Teatru Wielkiego w Łodzi i Teatru Wielkiego w Warszawie, a przez dziesięć lat dyrektor Opery w Oberhausen.
Ukończył klasę dyrygentury Państwowej Wyższej Szkoły Muzycznej we Wrocławiu. Ukończył także Wydział Prawa na Uniwersytecie. Jako muzyka kształtowali go Kazimierz Wiłkomirski i Adam Kopyciński oraz Walerian Bierdiajew, u którego był aspirantem. Antoni Wicherek ukończył też studia w Conservatorio Benedetto Marcello w Wenecji.
Opera Wrocławska była jego pierwszym miejscem pracy, od 1954 roku przez trzy sezony był asystentem dyrygenta. Później, już jako dyrygent, działał kolejno w Operze Poznańskiej, Operze Warszawskiej (którą w 1965 roku przemianowano na Teatr Wielki), gdzie w latach 1973–1981 był pierwszym dyrygentem i dyrektorem artystycznym.
Po odejściu z Warszawy przez ponad dziesięć sezonów kierował teatrami i orkiestrami zagranicznymi w: Egipcie (Kair), Szwajcarii (Sankt Gallen, Lozanna, Lugano) i Niemczech (Düsseldorfie, Karlsruhe, Wiesbaden, Gelsenkirchen i Oberhausen). Gościnnie podziwiano go w tym czasie w Berlinie, Budapeszcie, Dreźnie, Lipsku, oraz Ankarze i Bukareszcie.
Po powrocie do kraju, na trzy sezony (1991–1994), objął dyrekcję łódzkiej opery (Teatru Wielkiego w Łodzi). Polskiej widowni przywrócił „Parię” (ostatnie ukończone dzieło Stanisława Moniuszki) wykonaną właśnie Łodzi. Pod jego batutą po raz pierwszy w Polsce, w Łodzi, w 1993 r., zabrzmiał „Król Ubu” („Ubu rex” – opera buffo) Krzysztofa Pendereckiego.
Od 1961 roku należał do PZPR. W czasach PRL był odznaczony m.in.: Krzyżem Kawalerskim Orderu Odrodzenia Polski, Złotym Krzyżem Zasługi, odznaką Zasłużony Działacz Kultury oraz Złotą odznaką honorową "Za Zasługi dla Warszawy" (1972). W 1979 otrzymał Dyplom Ministerstwa Kultury ZSRR.
Tematem jego pracy była muzyka operowa: najwięcej Stanisława Moniuszki i Ryszarda Wagnera. W latach 80. dyrygował w telewizji muzykę z opery Ryszarda Wagnera Walkiria. Dyrygował też tworząc muzykę do filmów. Był stryjem innego polskiego dyrygenta Tadeusza Wicherka.
Mąż znanej i cenionej śpiewaczki Hanny Lisowskiej.
Został pochowany w Alei Zasłużonych na Cmentarzu Wojskowym na Powązkach w Warszawie (kwatera G-tuje-13).